# Maître du Bréviaire de Jean sans Peur
Le Maître du Bréviaire de Jean sans Peur est un maître anonyme enlumineur actif en France entre 1406 et 1420. Son nom est forgé par l'historien de l'art Millard Meiss d'après un bréviaire qu'il a enluminé pour le compte de Jean Ier de Bourgogne.

## Éléments biographiques et stylistiques
Ce peintre est sans doute d'origine néerlandaise, comme les frères de Limbourg, avec qui il a longtemps été confondu. Il emprunte un très grand nombre de modèles, non seulement aux manuscrits des frères, mais aussi dans d'autres manuscrits réalisés pour Jean Ier de Berry, pour qui il a sans doute travaillé à Bourges, comme Les Très Belles Heures du duc de Berry. Selon Patricia Stirnemann, il collabore à la réalisation des Très Riches Heures du duc de Berry à un tout petit niveau en réalisant plusieurs initiales lors de la première campagne. Il passe ensuite au service de la cour de Bourgogne, réalisant son principal manuscrit, le bréviaire peint pour le duc Jean sans Peur. Le reste de sa carrière est plus difficile à suivre. Il est peut-être passé par Avignon, où il aurait réalisé un recueil des privilèges des monnayeurs de la ville. Il termine sans doute sa carrière en travaillant à son compte en réalisant des livres d'heures pour une clientèle champenoise et franc-comtoise.
Son style, comme les frères de Limbourg, est marqué par l'art de l'orfèvrerie de l'époque, dans le rendu des surfaces dorées. Il montre une grande maîtrise dans le rendu des textures mais beaucoup moins dans celui de l'espace. Il copie les motifs et scènes des Limbourg mais en les adaptant, voire en les améliorant.

## Manuscrits attribués

Miniature de l'Ascension, Bréviaire de Jean sans Peur, Add35311 f.333v.

- Recueil de textes moraux et politiques (L'Aiguillon d'amour divin de saint Bonaventure, et autres textes d'Henri Suso et Jean de Gerson), commandé par Simon de Courcy pour Marie de Berry, 1 miniature (Crucifixion, f.52) en collaboration avec le Maître de Luçon (f.52), vers 1406, BNF Fr.926
- Livre de bonnes meurs de Jacques Legrand, destiné à Jean de Berry, en collaboration avec le Maître de Luçon, vers 1410, BNF, Lat.1023
- Les Très Riches Heures du duc de Berry, première campagne, lettrines initiales, vers 1411-1413, musée Condé, Ms.65
- Bréviaire de Jean sans Peur, 1413-1419, 2 volumes (hiver et été), en collaboration avec le Maître d'Egerton et des Maîtres de Guillebert de Mets, British Library, Add35311 et Harley 2897[3]
- Livre d'heures à l'usage de Rome, destiné à Jean sans Peur, en collaboration avec Antoine de Lonhy, 15 peintures, vers 1413-1419, collection particulière et 1 miniature conservée au musée Lázaro Galdiano (15701-21)
- Livre d'heures, vers 1410-1420, Baltimore, Walters Art Museum, MS. W. 219
- Livre d'heures, vers 1410-1420, Vienne, Bibliothèque nationale autrichienne, Cod. s.n. 2613
- Livre d'heures, vers 1410-1420, Palerme, Bib. Cent. Regione Siciliana, MS. 1.A.15
- Recueil des privilèges des monnayeurs d'Avignon et du Comtat Venaissin, BNF Lat.5221[4]